# Ragnar Carlgren
Olof Ragnar Carlgren, född 2 juli 1899 i Lövångers församling nuvarande Skellefteå kommun, död 2 juli 1983 i Lyckeby, var en svensk officer i Armén och senare Flygvapnet.

## Biografi
Carlgren blev fänrik vid Västerbottens regemente (I 20) år 1921. År 1923 befordrades han till löjtnant. År 1929 övergick han som sådan till Flygvapnet och befordrades där till kapten 1936, till major 1939, till överstelöjtnant 1942 och till överste 1943.
Efter att Carlgren övergick till Flygvapnet tjänstgjorde han i olika befattningar vid Flygskolan (senare Flygskolkåren) fram till år 1942. Mellan åren 1942 och 1954 var han flottiljchef för Kalmar flygflottilj (F 12). Efter att han lämnat befattningen som flottiljchef, så överfördes blev han överste i Flygvapnets reserv år 1954. Mellan åren 1954 och 1957 var han chef för Norra flygbasområdet (Flybo N). Under sin aktiva karriär var Carlgren med om att dels bilda ett förband (Kalmar flygflottilj), men även att avveckla ett förband (Norra flygbasområdet).
Carlgren gifte sig år 1927 med Gunhild Wistrand. Tillsammans fick de sex barn, Olof, Marianne, Catharina, Elisabeth, Björn och Margareta.

## Utmärkelser
- Riddare av Vasaorden, 1941.[1]
- Riddare av Svärdsorden, 1942.[2]
- Kommendör av andra klassen av Svärdsorden, 15 november 1947.[3]
- Kommendör av första klassen av Svärdsorden, 6 december 1950.[4]